# Шароль
Шароль (фр. Charolles) — французская коммуна в департаменте Сона и Луара на юго-западе Бургундии. Административный центр округа Шароль и кантона Шароль. Шароль являлся столицей графства Шароле с момента отсоединения от графства Шалон в 1237 году по 1761 год, когда графство вошло в состав Бургундии.

## Имя
Название коммуны происходит от кельтского kadrigel (крепость на воде).

## История
В 1237 году герцог Бургундии Гуго IV обменял у своего дяди Жана I сеньорию Сален и ряд других владений на графства Шалон и Осон. В 1248 году Гуго IV выделил на юге Бургундии из части бывшего графства Шалон графство Шароле. В 1327 году Шароле отошло дому д’Арманьяк и в 1390 году было продано д’Арманьяками Филиппу II Смелому.
В 1477 году, после смерти Карла Смелого, унаследовавшего графство ещё в юности, бургундские земли, в состав которых входило и Шароле, были отняты у дочери Карла Смелого — Марии Бургундской Людовиком XI. Однако, уже в 1493 году сын Людовика XI Карл VIII уступил захваченные территории Максимилиану I, эрцгерцогу Австрии, наследнику бургундского герцогства, мужу Марии Бургундской.
Впоследствии Бургундия отошла королям Испании и была предметом долгих споров между Испанией и Францией, пока в 1684 году Испания не передала спорные территории, в том числе и Шароле, Великому Конде — кредитору короля Испании. В 1761 году графство Шароле вошло в состав Бургундии, а ещё через десять лет Бургундия вошла в состав Франции.

## Достопримечательности
- Дворец-замок графов Шарольских — бывший замок графов Шарольских, сохранился лишь частично.
- Дом семьи Ля-Магделен, сохранился фасад XV века.

|                      |  |                     |  |                                |
| Река Арконс в Шароле |  | Башня Карла Смелого |  | Дворец-замок графов Шарольских |

## Известные уроженцы и жители
- Байяр, Жан-Франсуа (1796—1853) — французский драматург.
- Бодо, Марк Антуан (1765—1837) — политический деятель Великой французской революции.
- Демоль, Шарль (1828—1908) — французский политический и государственный деятель Третьей республики.
- Ру, Мишель (род. 1941) — известный британский шеф-повар и ресторатор.